# Pascal Bary
Pour les articles homonymes, voir Bary.
Pascal Bary, né le 7 avril 1953 est un entraîneur français de chevaux de courses, spécialisé dans les courses de plat. 

## Carrière
Cavalier amateur en courses et en concours complet, Pascal Bary commence dans le monde des chevaux de courses chez William  Clout (le père de Tony Clout) de 1971 à 1975 parrainé par le propriétaire Jacques Gelio. Chaque samedi matin, il est présent à l’écurie avec son ami Philippe Giacometti pour monter plusieurs lots de chevaux. Pascal Bary quitte ses études pour aller faire un stage en Angleterre chez l'entraîneur Sir Mark Prescott. Il prend contact à cette occasion avec le maître–entraîneur François Boutin, dont il devient l'assistant à son retour en France. Après quatre ans de cet apprentissage, il s'installe à son propre compte en 1980 et remporte plusieurs victoires classiques qui lui amènent des chevaux d'écuries prestigieuses. À la mort de François Boutin en 1995, il récupère nombre d'éléments de l'écurie Niarchos. Comptant de nombreuses victoires de prestige, Pascal Bary a eu sous sa responsabilité des champions tels que Divine Proportions, Natagora, Six Perfections, Sulamani ou encore Dream Well, élu cheval de l'année en Europe en 1998. 

## Palmarès sélectif (courses degroupe 1uniquement)
France
- Prix du Jockey Club – 6 – Celtic Arms (1994), Ragmar (1996), Dream Well (1998), Sulamani (2002), Blue Canari (2004), Study of Man (2018)
- Prix de Diane – 2 – Divine Proportions (2005), Senga (2017)
- Poule d'Essai des Pouliches – 2 – Bluemamba (2000), Divine Proportions (2005)
- Grand Prix de Paris – 2 – Zambezi Sun (2007), Feed The Flame (2023)
- Prix Marcel Boussac – 5 – Sierra Madre (1993), Amonita (2000), Six Perfections (2002), Denebola (2003), Divine Proportions (2004)
- Prix d'Astarté – 2 – Field of Hope (1999), Divine Proportions (2005)
- Prix d'Ispahan – 2 – Highest Honor (1987), Croco Rouge (1999)
- Prix Morny – 2 – Deep Roots (1982), Divine Proportions (2004)
- Prix Lupin – 2 – Celtic Arms (1994), Croco Rouge (1998)
- Prix de la Forêt – 1 – Field of Hope (1999)
- Grand Prix de Saint–Cloud – 1 – Silverwave (2016)
- Grand Critérium – 1 – Way of Light (1998)
- Prix Jacques Le Marois – 1 – Six Perfections (2003)
- Prix Saint–Alary – 1 – Brilliance (1997)
- Prix de la Salamandre – 1 – Deep Roots (1982)
- Prix Vermeille – 1 – Sierra Madre (1994)
- Prix Royal–Oak – 1 – Ice Breeze (2017)

 Royaume-Uni
- 1000 Guinées – 1 – Natagora (2008)
- Cheveley Park Stakes – 1 – Natagora (2007)

 Irlande
- Irish Derby – 1 – Dream Well (1998)

 États-Unis
- Breeders' Cup Mile – 2 – Domedriver (2002), Six Perfections (2003)
- Breeders' Cup Turf – 1 – Miss Alleged (1991)

 Émirats arabes unis
- Dubaï World Cup – 1 – Gloria de Campeão (2010)

 Singapour
- Singapore Cup – 1 – Gloria de Campeão (2009)